# Монтьель, Эдель
Эдель Монтьель Лоренсо (исп. Edel Montiel Lorenzo; 15 мая 1934, Санта-Клара — 19 марта 2015, Майами) — кубинский революционер-антикоммунист, активный участник свержения Фульхенсио Батисты, один из лидеров Восстания Эскамбрай против Фиделя Кастро. Эмигрировал в США, играл видную роль в антикоммунистических организациях кубинской эмиграции.

## Против Батисты
Родился в семье выходцев из Испании. Его отец был рабочим-плотником, мать — коммерсанткой. Имел двух сестёр и брата. По уровню материального благосостояния семья принадлежала к среднему классу, детство Эделя Монтьеля было обеспеченным. Он получил медицинское образование, увлекался спортом — бегом, бейсболом, подводной охотой, альпинизмом, стрельбой.
Эдель Монтьель был противником диктатора Фульхенсио Батисты, активным участником Кубинской революции. Состоял в Революционном директорате 13 марта, возглавлял оперативную структуру антиправительственного подполья в провинции Лас-Вильяс. По последующим описаниям, Монтьель организовывал акты агитации, саботажа и диверсий. В марте 1958 Эдель Монтьель ушёл в горы Эскамбрай и примкнул к антибатистовскому партизанскому движению.
Командовал отрядом Второго национального фронта под руководством Элоя Гутьерреса Менойо и Уильяма Моргана. Заместителем Эделя Монтьеля в отряде был Висенте Мендес. Монтьель участвовал во многих боях, в том числе взятии Санта-Клары. Имел звание капитана революционной армии. В январе 1959 Монтьель вступал в Гавану, входил во дворец бежавшего Батисты.

## Против Кастро
После победы революции Эдель Монтьель быстро разочаровался в правительстве Фиделя Кастро. Он был противником новой диктатуры, коммунистических тенденций режима, сближения с СССР.

Мы не это имели в виду, начиная борьбу с Батистой… Не согласен с коммунистическим путём революции.

Эдель Монтьель

Публичные конфликты с политическим руководством привели к фактической высылке Монтьеля из Гаваны. Он был отправлен в провинцию Лас-Вильяс и назначен директором госпиталя в эскамбрайском районе Топес-де-Кальянтес. Там у Монтьеля тоже возник жёсткий конфликт с начальством в лице главы администрации Мануэля де ла Оса. Несовместимость с режимом Кастро стала очевидной.
Летом 1959 года Эдель Монтьель установил тайную связь с первыми повстанческими группами Эскамбрая. К тому времени в оппозиции Кастро уже находились Гутьеррес Менойо и Морган. Монтьель сказал Моргану, что группа из восьми человек готова к вооружённой борьбе за «возвращение революции на путь демократии». Далее Монтьель встретился с командирами первых крупных антикастровских отрядов Синесио Уолшем (капитан революционной армии и сотрудник революционной полиции) и Эвелио Дуке (боец революционной армии, функционер правительственной аграрной реформы). Дуке поручил Монтьелю добывание оружия. Монтьель задание выполнил, после чего сформировал вместе с Мендесом антикастровский и антикоммунистический повстанческий отряд.
На первом этапе Восстания Эскамбрай в 1960 Эдель Монтьель принадлежал к ведущим повстанческим командирам — наряду с Синесио Уолшем, Эвелио Дуке, Освальдо Рамиресом и Плинио Прието. В октябре 1960 года были схвачены и казнены властями Синесио Уолш, Плинио Прието, Порфирио Рамирес, Хосе Паломино Колон, Анхель Родригес дель Соль. После этого Эвелио Дуке осуществил перегруппировку восьми повстанческих колонн, назначив Эделя Монтьеля начальником штаба своей первой колонны.
29 ноября 1960 группа повстанцев близ Тринидада попыталась захватить оружие. На ликвидацию выехал команданте Мануэль Фахардо, которому Фидель Кастро лично поручил ликвидацию повстанческого движения в Эскамбрае. В перестрелке Фахардо был убит (по одной из версии, случайной пулей своего солдата).
Гибель приближённого Кастро была официально возложена на отряд Эделя Монтьеля и ускорила политическое решение о La Primera Limpia del Escambray — «первой чистке Эскамбрая». Массированное наступление правительственных сил нанесло большие потери повстанцам. В марте 1961 Эдель Монтьель вместе с Висенте Мендесом, Хоакином Мембибре и Диосдадо Месой добрались до Санта-Клары и сумели нелегально уйти в США через Флоридский пролив.

## В эмиграции
Более полувека Эдель Монтьель жил в Майами (штат Флорида). Не владея английским языком, общался только в кругу кубинской диаспоры. Активно участвовал в деятельности эмигрантских организаций, особенно тесно был связан с Альфа 66. По некоторым неподтверждённым данным, имел отношение к обстрелам кубинской территории и идущих на Кубу судов. Оказывал организационную и материальную помощь беженцам с Кубы.
Его племянник Хорхе Луис Артилес Монтьель сообщал о службе своего дяди в американской армии, участии во Вьетнамской войне, в антикоммунистических операциях в Латинской Америке, службе инструктором армии ЮАР во время ангольской войны, тренировках контрас на ферме в Гондурасе — но это опровергнуто соратниками.
Последние годы Эдель Монтьель тяжело болел, ему были ампутированы обе ноги. Скончался от диабета в больнице Виктория в возрасте 80 лет.
Эдель Монтьель был женат на Араселии Леон — сестре Хосе Леона Хименеса (Чеито Леон), последнего командующего повстанческой армии. В браке имел сына Эделя Монтьеля-младшего. Племянник Артилес Монтьель выступает биографом своего дяди и активно пропагандирует его образ (эти тексты часто берутся за основу в соответствующих изложениях). Однако соратники Эделя Монтьеля отмечают в материалах племянника многочисленные неточности, явные несообразности и апологетические искажения, «в которых Эдель не нуждается».